# Tysta samtal
Tysta samtal är ett fenomen som uppstår på grund av teknik som används i telefonförsäljning. Telefonförsäljningsföretag använder sig av ett automatiserat uppringningssystem. Om någon svarar när systemet ringer upp, kopplas samtalet till en ledig säljare. Finns det inga lediga säljare lägger systemet istället på och ett tyst samtal har uppstått.